# Francesco Arlanch
Pour les articles homonymes, voir Arlanch.
Francesco Arlanch, né le 20 juin 1975 à Romano di Lombardia (province de Bergame), est un scénariste de films d'animation italien.

## Filmographie
- 2005 : Saint Pierre
- 2007 : Pompei
- 2008 : 
  - Paul VI
  - Le chemin de Josemaría
- 2009 : David Copperfield
- 2010 : Augustine: The Decline of the Roman Empire
- 2012 : 
  - Marie de Nazareth
  - La chartreuse de Parme
- 2013 : Anna Karenine
- 2014 : La belle et la bête
- 2017 : Maccabees